# Signifer

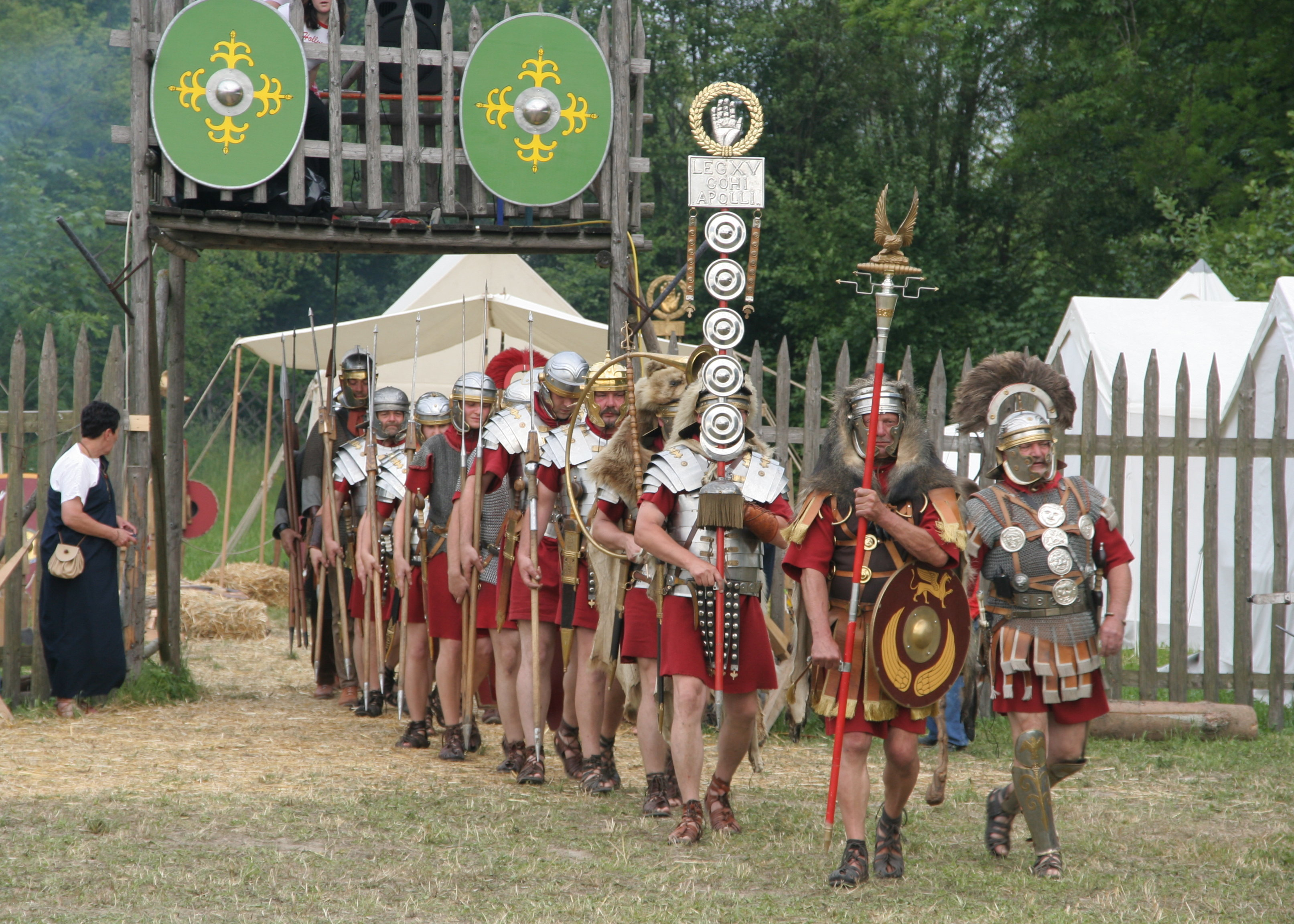
Römische Truppe der Legio XV Apollinaris mit Signifer und Aquilifer, dargestellt durch Reenactors, beim Ausmarsch aus ihrem rekonstruierten Feldlager in Pram (Oberösterreich).

Der Signifer (lateinisch signum = „Zeichen“, ferre = „tragen, bringen“) war der Träger des Feldzeichens einer Centurie im römischen Militär. Er gehörte zu den Principales (etwa Unteroffizieren/Feldwebel) und erhielt einen höheren Sold als einfache Soldaten. Wörtlich übersetzt entspricht er dem neuzeitlichen Fähnrich und war auch formal der höchste Unteroffizier der Centurie, doch war sein Rang bei den Römern nicht als Teil einer Offiziers- bzw. Centurionenlaufbahn ausgestaltet (dies traf vielmehr auf den optio ad spem zu).

## Ausrüstung

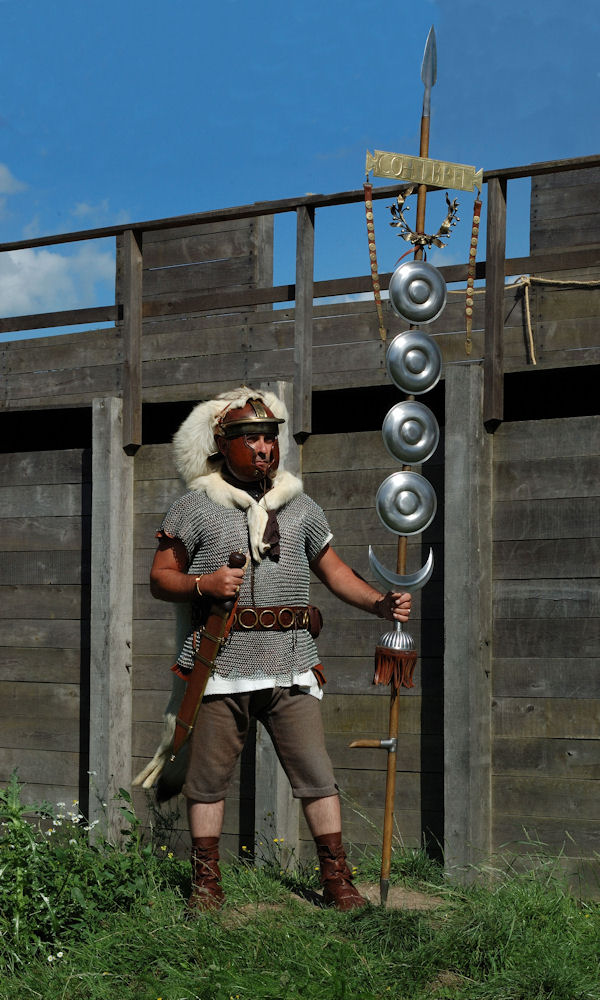
Neuzeitlicher Darsteller eines Signifer mit einer Nachbildung der Standarte der LEGIO XXX VLPIA TRAIANA VICTRIX.

Äußerlich waren Signiferi sehr herausgehoben, da sie einen speziellen Helm trugen, der mit einer Maske verschlossen werden konnte und an dem der präparierte Kopf eines Raubtierfells (Löwe, Bär) befestigt war. Die Vorderpfoten des Fells wurden über der Brust verknotet, der Rest des Fells bedeckte den Rücken des Signifer. Im Gegensatz zu den übrigen Legionären trug der Signifer kein Scutum, sondern den ursprünglich von der Reiterei stammende kleinen Ovalschild (Parma equestris).

## Aufgaben
Zu Signiferi wurden häufig erfahrene Soldaten mit erwiesener Tapferkeit ernannt, weil das Signum der Centurie im Schlachtgetümmel wesentlicher Orientierungspunkt für die Legionäre und den Feldherrn war und nicht fallen durfte. Darüber hinaus waren sie für die Versorgung ihrer Centurie mit Lebensmitteln und für die Finanzen zuständig.
Der Signifer war nach dem Centurio der ranghöchste Soldat der Centurie. Da er durch seine spezielle Aufgabe jedoch im Kampfgeschehen sehr eingeschränkt war, war er nicht der taktische Stellvertreter des Centurio im Gefecht (dies war der Optio). Er erhielt den anderthalbfachen Sold eines normalen Legionärs.
Der ranghöchste Signifer einer Legion war der Aquilifer, der den Legionsadler trug. Dies war ein besonderer Ehrenposten für verdiente Unteroffiziere kurz vor ihrer Entlassung.

## Gegenwart
Heute wird der Begriff gelegentlich, meist in der Form Signiferar, im Kontext der römisch-katholischen Liturgie zusammenfassend für die als Mitrafer und Baculifer fungierenden Ministranten im Rahmen bischöflicher Gottesdienste benutzt.